# コゴレート
コゴレート(イタリア語: Cogoleto)は、イタリア共和国リグーリア州ジェノヴァ県にある、人口約9,100人の基礎自治体（コムーネ）。

## 地理

### 位置・広がり

#### 隣接コムーネ
隣接するコムーネは以下の通り。括弧内のSVはサヴォーナ県所属を示す。
- アレンツァーノ
- サッセッロ (SV)
- ヴァラッツェ (SV)

### 地震分類
イタリアの地震リスク階級 (it) では、4 に分類される
。

## 行政

### 分離集落
コゴレートには、以下の分離集落（フラツィオーネ）がある。
- Lerca, Sciarborasca, Pratozanino

## 姉妹都市
- オーバー＝ラムシュタット、ドイツ 1960年
- サンタ・クローマ・ダ・グラマネート、スペイン 1997年
- オリンピア、ギリシャ 2005年
- Saint-André-les-Vergers、フランス 2005年